# Shafali Verma
Shafali Verma (* 28. Januar 2004, in Rohtak, Indien) ist eine indische Cricketspielerin, die seit 2019 für die indischen Nationalmannschaft spielt.

## Kindheit und Ausbildung
Verma kam zum Cricket durch ihren Vater, der sie, als sie neun Jahre alt war, zu einem Ranji-Trophy-Spiel zwischen Haryana und Mumbai, bei denen Sachin Tendulkar in seiner Abschlusssaison spielt, mitnahm. Daraufhin versuchte er seine Tochter an Cricket-Akademien anzumelden, jedoch fand sich in ihrem Bezirk keine, die Mädchen aufnahm. Daraufhin schnitt er seiner Tochter die Haare und meldete sie als Junge an. Nach einiger Zeit änderte sich die Situation, und die Schule gründete eine Mädchenmannschaft. Mit 13 Jahren wurde sie Teil des U19-Teams von Haryana. Sie spielte anschließend auf nationaler Ebene und erzielte in einer Saison 1923 Runs, davon sechs Centuries. Unter anderem konnte sie bei der Women’s T20 Challenge 2019 überzeugen. Im Dezember 2022 führte sie die indische Vertretung als Kapitänin zum Titelgewinn beim ICC U19 Women’s T20 World Cup 2023.

## Aktive Karriere

### Anfänge in der Nationalmannschaft
Diese Leistung brachte sie in die Auswahl für die Nationalmannschaft und bei der Tour gegen Südafrika bekam sie mit 15 Jahren, und damit zweitjüngste Spielerin die für Indien je gespielt hat, ihre Chance im WTwenty20. In ihrem ersten Spiel schied sie mit einem „Duck“ (0 Runs) aus. In ihrem zweiten Spiel erzielte sie 46 Runs. Bei der folgenden Tour in den West Indies konnte sie in den ersten beiden Spielen jeweils ein Fifty (73 und 69 Runs) erzielen und wurde im ersten als Spielerin des Spiels ausgezeichnet.
Dadurch etablierte sie sich im Team und wurde für den ICC Women’s T20 World Cup 2020 nominiert. Dort begann sie gegen Australien mit 29 Runs, bevor sie im zweiten Spiel gegen Bangladesch 39 Runs erzielte und als Spielerin des Spiels ausgezeichnet wurde. Diese Auszeichnung erhielt sie auch im dritten Spiel, als sie 46 Runs gegen Neuseeland erzielte und so sie vorzeitige Halbfinal-Qualifikation Indiens ermöglichte. Gegen Sri Lanka konnte sie noch einmal 47 Runs erzielen. Mit dieser Leistung wurde sie als beste WTwenty20-Batterin der Welt in der Rangliste des Weltverbandes ICC geführt. Im Finale gegen Australien verlor Verma ihr Wicket nach nur 2 Runs und Indien verlor das Spiel mit 85 Runs. Verma war bei dem Turnier Indiens beste Batterin.

### Feste Größe im Nationalteam
Auf Grund der COVID-19-Pandemie dauerte es ein Jahr bis zum nächsten Spiel. Bei der Tour gegen Südafrika konnte sie ein Half-Centuries über 60 Runs erzielen. Sie wurde als Spielerin der Serie ausgezeichnet. Im Sommer stand eine Tour in England an und Verma gab ihr Debüt im Test Cricket und WODI. In ihrem ersten Test konnte sie mit 96 und 63 Runs zwei Half-Centuries erzielen und sie wurde als Spielerin des Spiels ausgezeichnet. In der anschließenden Tour in Australien konnte sie jeweils ein Half Century im WTest (52 Runs) und im dritten WODI (56 Runs) erzielen. Im Rahmen der Tour wurde bekannt, dass Verma einen Vertrag mit den Sydney Sixers für die Women’s Big Bash League 2021/22 erhielt.
Im Februar 2022 reiste sie mit dem Nationalteam nach Neuseeland und konnte dort in der WODI-Serie ein Fifty über 51 Runs erreichen. Im März folgte der Women’s Cricket World Cup 2022 für den sie nominiert wurde und gegen Südafrika ein Fifty über 53 Runs erreichte. Dies reichte jedoch nicht um das Spiel zu gewinnen und so schied Indien in der Vorrunde aus. Im Sommer bestritt sie zunächst eine Tour in Sri Lanka, wo ihr in den WODIs ein Fifty über 71* Runs gelang. Daraufhin bestritt sie mit dem Team zusammen die Commonwealth Games 2022, wo ihr unter anderem gegen den späteren Sieger Australien in der Vorrunde 48 Runs gelangen. Beim Women’s Twenty20 Asia Cup 2022 erzielte sie gegen Bangladesch ein Fifty über 55 Runs und wurde dafür als Spielerin des Spiels ausgezeichnet. Im Dezember folgte ein weiteres Fifty über 52 Runs gegen Australien.
Beim ICC Women’s T20 World Cup 2023 in Südafrika erreichte sie als beste Leistung 33 Runs gegen Pakistan. In Bangladesch konnte sie im Sommer 2023 als Bowlerin herausragen, als ihr 3 Wickets für 15 Runs gelangen. Im März spielte sie bei der erstmals ausgetragenen Women’s Premier League und erreichte mit den Delhi Capitals das Finale. Bei den Asienspielen traf die Mannschaft im Viertelfinale auf Malaysia, wobei ihr ein Fifty über 67 Runs gelang. In der Saison 2023/24 erzielte sie in den WTwenty20-Serien gegen England (52 Runs) und Australien (64* Runs) jeweils ein Fifty.